# Douglas Hurley
Douglas Gerald Hurley (* 21. Oktober 1966 in Endicott, New York) ist ein US-amerikanischer Astronaut der NASA. Er ist Marineflieger des United States Marine Corps im Rang eines Colonel.

## Frühere Jahre und Militärdienst
Hurley machte seinen Schulabschluss an der Owego Free Academy in Owego im US-Bundesstaat New York im Jahre 1984 und erwarb 1988 an der Tulane University mit magna cum laude seinen Bachelor als Ingenieur. Er absolvierte das NROTC-Programm der Universität und ging später an die Offizierschule des United States Marine Corps.

## Raumfahrer-Tätigkeit
Am 26. Juli 2000 wurde Hurley von der Weltraumbehörde NASA ausgewählt und zum Space-Shuttle-Piloten ausgebildet.

### Zusammenfassung der Weltraumflüge
| Nr. | Mission         | Funktion                              | Flugdatum | Flugdauer         |
| --- | --------------- | ------------------------------------- | --------- | ----------------- |
| 1   | STS-127         | Pilot                                 | 2009      | 15d 16h 44min 9s  |
| 2   | STS-135         | Pilot                                 | 2011      | 12d 18h 28min 50s |
| 3   | SpX-DM2, ISS 63 | Kommandant (SpX), Bordingenieur (ISS) | 2020      | 63d 23h 25min     |

### STS-127
Er wurde für die Mannschaft der Mission STS-127 als Pilot nominiert. Bei diesem Flug wurden japanische Module zur Internationalen Raumstation ISS gebracht. Der Start erfolgte am 15. Juli 2009, die Landung am 31. Juli 2009.

### STS-135
Am 14. September 2010 wurde Hurley als Pilot der Shuttle-Mission STS-135 nominiert. Der Start erfolgte am 8. Juli, die Landung am 21. Juli 2011. Es war der letzte Raumflug des Space-Shuttle-Programms.

### SpX-DM2
Am 9. Juli 2015 stellte die NASA Hurley als einen der vier Testpiloten für künftige kommerzielle Raumschiffe vor. Am 3. August 2018 wurde er als NASA-Astronaut zusammen mit Robert Behnken für den ersten bemannten, Raumflug der Dragon V2 von SpaceX für die Mission SpX-DM2 nominiert. Der Start erfolgte am 30. Mai 2020. Nach mehr als 63 Tagen im All wasserte Dragon mit den Astronauten am 2. August 2020 im Golf von Mexiko.

## Privates
Hurley ist in zweiter Ehe mit der Astronautin Karen Nyberg verheiratet und hat einen Sohn.